# Eleonora Patuzzo
Eleonora Patuzzo (Bovolone, 16 ottobre 1989) è un'ex ciclista su strada e pistard italiana, campionessa mondiale juniores nel 2007.

## Carriera
Nel 2005 veste, tra le allieve, la divisa del GS Italo Pec Collanti di Salizzole, classificandosi prima nella corsa a punti dei campionati italiani su pista tenutisi a Padova. Nel biennio seguente, tra le juniores, è in forza al GS Verso l'Iride di Conegliano Veneto: nel 2006 ottiene il terzo posto nella gara in linea dei campionati del mondo di Francorchamps, mentre l'anno successivo, ad Aguascalientes, coglie la medaglia d'oro di categoria. Sempre nel 2007 si classifica seconda sia nella prova a cronometro juniores dei campionati italiani su strada che in quella dell'inseguimento individuale negli assoluti su pista.
Passa nella categoria Elite nel 2008 con la nuova Titanedi-Frezza-Acca Due O, formazione satellite della Safi-Pasta Zara creata in quella stagione per valorizzare le atlete più giovani del team cornudese; dal 2009 al 2011 gareggia quindi per la "prima squadra", quella storica diretta da Maurizio Fabretto. Nel giugno 2010 ottiene il primo successo tra le Elite, facendo sua la terza e ultima tappa del Giro del Trentino: conclude quella corsa in quarta posizione, aggiudicandosi anche la classifica giovani e quella a punti.
Nel 2012 veste la divisa della BePink, neonata squadra professionistica diretta da Walter Zini. In stagione coglie un secondo posto di tappa alla Vuelta a El Salvador. È quella la sua ultima annata tra le Elite: Patuzzo lascia infatti le corse per proseguire gli studi all'Università di Verona.

## Palmarès

### Pista
- 2005

Campionati italiani, Corsa a punti Allievi

### Strada
- 2007

Campionati del mondo juniores, In linea
- 2010

3ª tappa Giro del Trentino (Castel Thun > Cles)

## Piazzamenti

### Competizioni mondiali
- Campionati del mondo juniores

Francorchamps 2006 - In linea: 3ª
Aguascalientes 2007 - In linea: vincitrice